# Pentóda
A pentóda az elektroncső olyan változata, amelyik 5 elektródát tartalmaz. Kedvező tulajdonságai miatt gyakran végerősítőként üzemelt. Az öt elektróda a felizzított katód, ahonnan a termikus elektronok kilépnek, a vezérlőrács, mely negatív potenciálon van (előfeszítés) és fogadja az erősítendő jelet, a segédrács, mely az elektronok gyorsításához járul hozzá fix, magas pozitív potenciálra kötve, az árnyékoló rács, mely földelt és az anódból kilépő szekunder elektronokat vezeti el, valamint a pozitív potenciálú anód. Az anódáram nagysága szorosan függ a vezérlőrácsra jutó feszültségtől, ezáltal jön létre az erősítés.

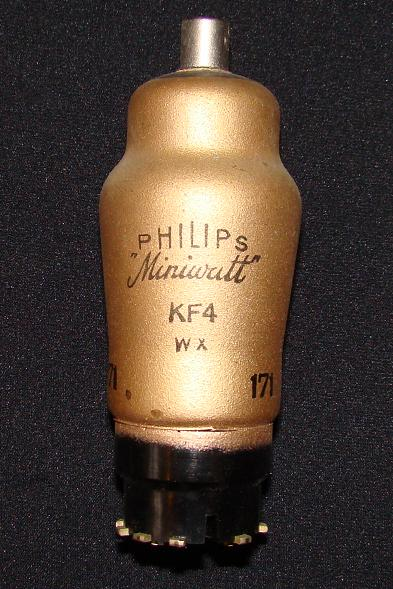
KF4 típusú pentóda fényképe. A cső tetején látható fémsapkára és az alsó tok kis fém körmöcskéire vezették ki az elektródákat.
A pentóda szokásos rajzjele a kapcsolási rajzokon. Alul a katód fűtőszál kivezetései, bal alul a katód, felette a vezérlő rács, a segédrács, majd bal legfelül az árnyékoló rács. A felső vastag vonal az anód.